# Qeqertalik
Qeqertalik (del groenlandés: Kommune Qeqertalik) es un municipio ubicado en el oeste de Groenlandia (Dinamarca), que fue fundado el 1 de enero de 2018. Su territorio es la parte sur del antiguo municipio de Qaasuitsup y la isla Disko.

## Geografía
El municipio se ubica en la parte centro oeste de Groenlandia, limitando al norte con el municipio de Avannaata, al sur con el municipio de Qeqqata y al este con el municipio de Sermersooq. La Isla Disko es también parte del territorio de Qeqertalik. Su territorio es la partición sur del antiguo municipio de Qaasuitsup de 2009 a 2017.

## Poblaciones y asentamientos
- Área de Aasiaat
  - Aasiaat (Egedesminde)
  - Akunnaaq
  - Kitsissuarsuit (Hunde Ejlande)
- Área de Kangaatsiaq
  - Kangaatsiaq
  - Attu
  - Iginniarfik
  - Ikerasaarsuk
  - Niaqornaarsuk
- Área de Qasigiannguit
  - Qasigiannguit (Christianshåb)
  - Ikamiut
- Área de Qeqertarsuaq
  - Qeqertarsuaq (Godhavn)
  - Kangerluk